# アルタヴィッラ・モンフェッラート
アルタヴィッラ・モンフェッラート（伊: Altavilla Monferrato）は、イタリア共和国ピエモンテ州アレッサンドリア県にある、人口約400人の基礎自治体（コムーネ）。

## 地理

### 位置・広がり
| 隣接するコムーネは以下の通り。括弧内のATはアスティ県所属を示す。 - カゾルツォ (AT) - フェリッツァーノ - フビーネ・モンフェッラート - モンテマーニョ (AT) - ヴィアリージ (AT) - ヴィニャーレ・モンフェッラート |

### 地震分類
イタリアの地震リスク階級 (it) では、4 に分類される
。

## 行政

### 分離集落
アルタヴィッラ・モンフェッラートには、以下の分離集落（フラツィオーネ）がある。
- Casazze, Cittadella, Franchini